# Вулиця Роксоляни (Львів)
Вулиця Роксоляни — вулиця у Залізничному районі Львова, місцевість Левандівка. Вулиця складається з двох ділянок: перша — сполучає вулицю Калнишевського з вулицею Суботівською, інша — прямує від вулиці Широкої до межі лісопарку Білогорща та ландшафтного заказника «Торфовище Білогорща». Прилучаються вулиці Повітряна, Білогорща.

## Історія та забудова
Прокладена наприкінці 1950-х років. Від 1957 року мала назву вулиця Новозаводська, від 1974 року — вулиця Горєлова, на честь російського та радянського художника-пейзажиста Гаврила Горєлова. Сучасна назва від 1992 року, на честь дружини султана Османської імперії Сулеймана Пишного Роксоляни. 
У забудові вулиці Роксоляни переважають двоповерхова барачна 1950-х років, п'яти- і дев'ятиповерхова 1970-х років, п'ятиповерхова 1980-х років.

### Будинки
№ 1—7 — двоповерхові будинки барачного типу, збудовані у кінці 1950-х – початку 1960-х років.
№ 2—14 — двоповерхові будинки барачного типу, збудовані у кінці 1950-х – початку 1960-х років.
№ 27 — будівля ДНЗ № 160 «Сонечко» споруджена у 1977 році для дітей працівників НВО «Електрон» й до 1995 року перебував на балансі цього підприємства. За наказом адміністрації НВО № 358 від 23 листопада 1994 року дошкільний заклад закрили. Відомчі можновладці вирішили продати приміщення садочку, щоб погасити борги. Колектив ДНЗ, вирішив не поступатись та з великими труднощами «відвоював» садок для дітей. Провідником у цьому протистоянні була вихователь Полева О. А.. Завдяки наполегливості та згуртованості небайдужих людей та завдяки допомозі заступника, директор департаменту гуманітарної та соціальної політики голови Львівського міськвиконкому Богдана Стельмаха, народного депутата України Степана Хмари, начальника фінансів Львівського міськвиконкому Л. Максимович, ДНЗ № 160 був переданий на баланс відділу народної освіти Залізничної районної адміністрації з 1 квітня 1995 року. Заклад розрахований на 200 дошкільнят, хоча фактично відвідує 350 дітей; працює 11 груп, з яких 2 — раннього віку, 8 — дошкільного віку та 1 — компенсуючого типу для дітей з порушеннями мовлення (логопедична).
№ 35 — будівля львівської середньої загальноосвітньої школи I—III ступенів № 65. Школа розрахована на 1568 учнів. У 2022-2023 навчальному році у школі навчалося 1695 учнів (57 класів), з них: школа І ступеня — 815 учнів (25 класів), школа II ступеня — 826 учнів (29 класів) та школа III ступеня — 124 учні (4 класи).
№ 43 — дев'ятиповерховий житловий будинок, збудований у 1970-х роках, як гуртожиток для працівників Львівського локомотиворемонтного заводу. У червні 2018 року будинок згідно ухвали Львівської міської ради прийнятий від ПАТ «Львівський локомотиворемонтний завод» у власність територіальної громади міста Львова.
№ 43а — житловий комплекс «Авеню», збудований у 2015—2019 роках та складається з трьох десятиповерхових житлових будинків. Поряд з житловим комплексом розташована церква Преображення Господа Нашого Ісуса Христа (ПЦУ), що має ту ж саму адресу.